# 浅口工業団地
浅口工業団地とは浅口市金光町・鴨方町に跨る形で岡山県が計画している工業団地。
山陽自動車道、国道2号がある好条件から計画された。当初、2011年度の完成・分譲開始の計画だったが岡山県の財政危機やアメリカを発端とした金融危機の影響による景気減速で、進出を予定していた企業の撤退などから凍結の可能性がある。
2008年度内に地形測量を行い2009年度から用地買収、2011年度に分譲開始の計画。
2011年11月、当初予定していた52.8haから約17haへと造成規模の変更を発表。うち約3haを先行造成し、早ければ2016年度の分譲開始を予定している。

## 概要
所在地:岡山県浅口市鴨方町六条院～金光町佐方
事業主体:岡山県
面積:29.16ha
分譲価格:

## アクセス
*山陽自動車道鴨方インターチェンジ

## 進出企業
*明星産商

## 発起人
- ナカシマプロペラ
- オーエム産業
- ヒルタ工業
- コアテック
- 安田工業
- オオタ
- 倉敷ボーリング機工
- 安田技術サービス